# Písčina u Tišic
Písčina u Tišic je přírodní památka na západním okraji obce Tišice v okrese Mělník. Správa AOPK Praha. Důvodem ochrany je lokalita kriticky ohrožených druhů. Z živočichů jde o hrabulku Byrsinus flavicornis (druh ploštice), z rostlin o sinokvět chrpovitý (Jurinea cyanoides).